# Hawley (Kent)
Hawley è un villaggio vicino Dartford nella contea del Kent in Inghilterra. Esso fa parte della parrocchia civile di Sutton-at-Hone and Hawley.